# Stereodon deflexus
Stereodon deflexus là một loài Rêu trong họ Hypnaceae. Loài này được (Wilson) Mitt. mô tả khoa học đầu tiên năm 1859.